# IRyS
IRyS(영어: IRyS, 일본어: アイリス)는 일본 및 미국의 버추얼 유튜버로, 홀로라이브 프로덕션 예하 홀로라이브 ENGLISH 소속이다. IRyS의 일러스트는 일본의 남성 일러스트레이터인 redjuice가 담당했다. 홀로라이브의 공식 설정에 따르면, IRyS는 네피림이자 반천반마이다. Project: HOPE를 통해 2021년 7월 11일 데뷔했고, Promise라는 유닛에서 활동하고 있다. IRyS는 2022년 5월 22일 유튜브 공식 아티스트로 인정받기도 했다.
2024년 현재 IRyS는 유튜브와 인스타그램에 계정을 생성해 활동하고 있다. IRyS는 총 8개의 싱글과 2개의 EP를 발매했으며 홀로라이브가 주도한 4개의 앨범에 참여했다. 음악 활동 외에도 2024년 홀로라이브 슈퍼엑스포에 참여하기도 했고, 대한민국 게임인 카운터사이드에 콜라보 성우로 참여하기도 했다.
스포티파이 및 유튜브를 비롯한 다양한 채널에서 인사말로 "HiRys!"를 사용하고 있으며, 팬덤명 IRyStocrats이다.

## 음반

### 싱글
| 제목              | 발매일           |
| ----------------- | ---------------- |
| Sparks of Joy     | 2021년 12월 26일 |
| See the world     | 2022년 2월 27일  |
| あかつきと花      | 2022년 3월 31일  |
| 心臓が止まるまで  | 2022년 4월 30일  |
| One Step a Time   | 2022년 6월 29일  |
| Quarter Bravery   | 2022년 7월 11일  |
| Gravity           | 2022년 8월 30일  |
| Moment of my life | 2022년 11월 17일 |

### EP
| 제목                    | 발매일          |
| ----------------------- | --------------- |
| \|\|:Caesura of Despair | 2021년 7월 12일 |
| Journey                 | 2022년 1월 12일 |

### 참여앨범
| 제목                             | 발매일           |
| -------------------------------- | ---------------- |
| hololive music studio - Twilight | 2021년 11월 27일 |
| hololive music studio - Daybreak | 2022년 2월 11일  |
| story time                       | 2022년 12월 31일 |
| hololive music studio - Midnight | 2023년 1월 21일  |

## 참고

### 내용주
1. ↑  반천반마(半天半魔)는 반은 천사, 반은 악마의 줄임말이다.